# MBus (SPARC)

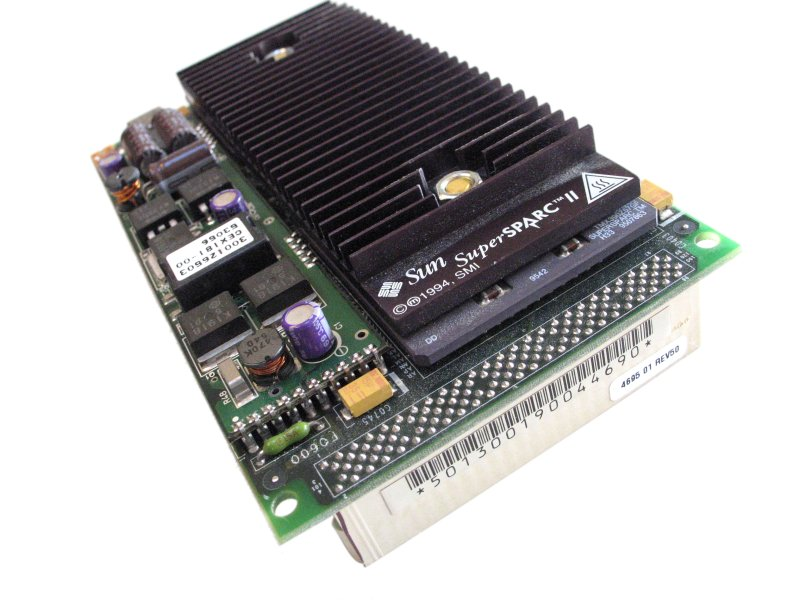
Модуль MBus Sun SuperSPARC II SM71

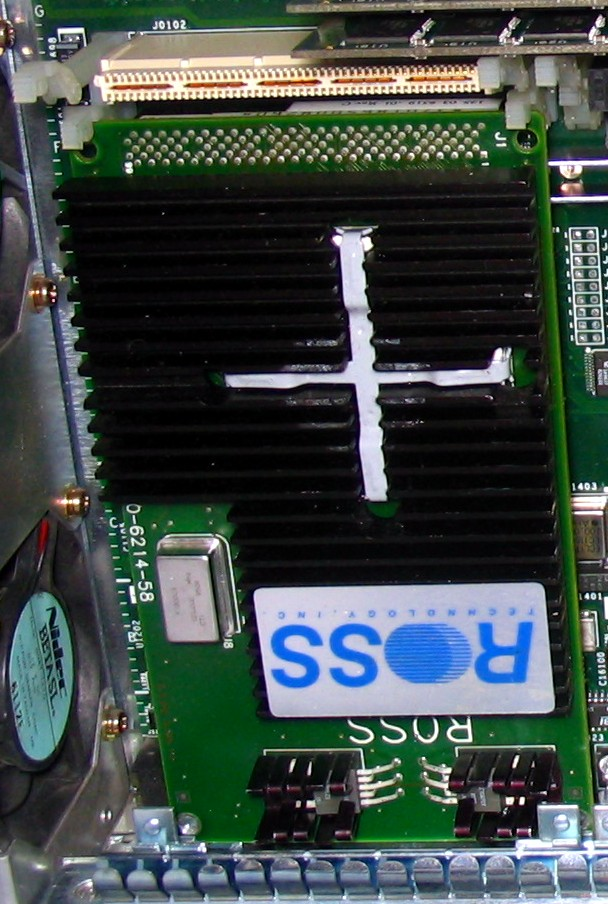
Два разъёма MBus (на верхней части фото), один из них занят модулем CPU

MBus — компьютерная шина, разработанная и реализованная компанией Sun Microsystems для связи между скоростными компонентами компьютерных систем, такими как CPU, оперативная память и материнская плата. Применялась, в том числе совместно с SBus, использовавшейся на тех же компьютерах для связи с относительно низкоскоростными платами расширения.
MBus первоначально использовалась в первых многопроцессорных системах компании Sun, базировавшихся на процессорах SPARC — серии SPARCserver 600MP (выпуск начат в 1991 году), и, позднее, в рабочих станциях SPARCstation 10 и SPARCstation 20.
Шина обеспечивает интеграцию нескольких микропроцессоров на одной материнской плате. До 8 в соответствии со спецификацией, до 4 — фактически на выпускавшихся многопроцессорных материнских платах Sun. Так же выпускались материнские платы с одним процессором, жёстко впаянным в плату, но с разведённой по материнской плате логикой MBus.
MBus включает в себя 64-битный тракт передачи данных, использующий 36-битную физическую адресацию, которая позволяет использовать адресное пространство 64 ГБ. Обеспечиваемая средняя скорость передачи данных 80 МБ/с (320 МБ/с в пике) на тактовой частоте 40 МГц, или 100 МБ/с (400 МБ/с в пике) на тактовой частоте 50 МГц. Шина использует арбитраж, спецификация включает в себя такие возможности как сброс шины, прерывания и логику тайм-аутов при взаимодействии между устройствами.

## Технически близкие решения
Наряду с MBus были разработаны следующие технически связанные с ней шины:

### XBus
XBus — шина с пакетной передачей данных для многопроцессорных систем, используемая в SPARCserver 1000, SPARCcenter 2000 и Cray CS6400. Фактически, XBus представляет собой коммутируемую версию MBus, с идентичными электрической и механической спецификациями, но несовместимым протоколом управления.

### KBus
KBus высокоскоростная шина, позволяющая объединить несколько систем MBus, используемая в компьютерных системах Series 6 и Series 7 компании Solbourne.

## История разработки
Стандарт MBus был совместно разработан компаниями Sun Microsystems и Ross Technology и представлен промышленности в 1991 году.
Среди разработчиков, выпускавших компьютерные системы с шиной MBus можно назвать самих разработчиков шины Sun и Ross Technology, а также компании Hyundai/Axil, Fujitsu, Solbourne Computer, Tatung, GCS, Auspex, ITRI, ICL, Cray, Amdahl, Themis, DTK и Kamstrup.